# Hannelore Schmatz
Pas d'image ? Cliquez ici
Hannelore Schmatz (née le 16 février 1940 à Ratisbonne et morte le 2 octobre 1979 sur l'Everest) est une alpiniste allemande.

## Décès
Hannelore Schmatz est morte d'épuisement en redescendant de l'Everest par la voie sud. Elle était la quatrième femme à arriver au sommet, la première allemande et le premier citoyen de cette nationalité à laisser la vie sur les hauteurs (à 8 300 mètres) de celui qu'on nomme Chomolungma.
Son mari Gerhard Schmatz, alors âgé de 50 ans, dirigeait l'expédition. Il était le plus âgé à avoir vaincu l'Everest. À cette expédition participait également l'Américain Ray Genet, qui est aussi mort en descendant. Épuisé, le groupe s'arrête pour bivouaquer pour la nuit, mais un sherpa, Sungdare, qui les accompagne leur déconseille de s'arrêter ; il reste avec elle après sa mort et perd plusieurs doigts et plusieurs orteils.
En 1984, l'inspecteur de police Yogendra Bahadur Thapa et le sherpa Ang Dorje sont morts en essayant de retrouver le corps de Hannelore lors d'une expédition de la police népalaise.
Le corps de Hannelore Schmatz est resté durant plusieurs années visibles par les autres grimpeurs au bord de la voie sud. Il se situe à 100 mètres du camp IV.